# Alya (album)
Alya je prvi studijski album slovenske pevke Alye, izdan leta 2004.

## Seznam pesmi
1. Intro - 00:49
2. Alya (Tadej Lah, Alya – Cvetka Omladič, Tadej Lah – Tadej Lah, Alya) – 2:51
3. Občutek (Gušti – Gušti – Žare Pak) – 3:48
4. Po moje (Bor Zuljan – Cvetka Omladič – Žare Pak) – 3:35
5. Fluid ((Bor Zuljan – Cvetka Omladič – Žare Pak)) – 2:57
6. Free style (Gušti – Gušti, Dokonikovič – Žare Pak, Thor) – 3:25
7. Nekaj besed (Johnny Ricco – Neandertahl – Thor, Žare Pak) – 3:43
8. Moj (na)svet (Dare Kaurič – Cvetka Omladič – Thor) – 3:36
9. Omama (Bor Zuljan – Gregor Arbiter– Žare Pak, Thor) – 3:35
10. Unikat (Saša Lušič – Cvetka Omladič – Žare Pak, Saša Lušič) – 3:41
11. Zvezda večera (Neandertahl – Neandertahl – Žare Pak, Thor) – 3:43
12. Free style (ang) (Gušti – Gušti, Dokonikovič – Žare Pak, Thor) – 3:27
13. Igra (Dejan Radičevič  - Cvetka Omladič - Dejan Radičevič) – 2:55